# Ciclismo ai Giochi della XV Olimpiade - Velocità
La competizione di velocità di ciclismo dei Giochi della XV Olimpiade si tenne dal 28 al 31 luglio 1952 al Helsingin Velodromi, in Finlandia.

## Programma
| Data           | Round            | Note                                                                    |
| -------------- | ---------------- | ----------------------------------------------------------------------- |
| 28 luglio 1952 | Batterie         | Il vincitore di ogni serie ai quarti di finale. I restanti ai recuperi. |
| 28 luglio 1952 | Recuperi         | Il vincitore di ogni serie ai quarti di finale.                         |
| 29 luglio 1952 | Quarti di finale | Il vincitore di ogni serie alle semifinali. I restanti ai recuperi.     |
| 29 luglio 1952 | Recuperi         | Il vincitore di ogni serie alle semifinali.                             |
| 29 luglio 1952 | Semifinali       | Il vincitore di ogni serie alla finale. I restanti ai recuperi.         |
| 29 luglio 1952 | Recupero         | Il vincitore alla finale.                                               |
| 31 luglio 1952 | Finale           |                                                                         |

## Risultati

### 1º Turno
| Serie | Pos. | Atleta                 | Nazione          | Tempo | Note |
| ----- | ---- | ---------------------- | ---------------- | ----- | ---- |
| 1     | 1    | Lionel Cox             | Australia        | 11"9  | Q    |
| 1     | 2    | Werner Potzernheim     | Germania         |       |      |
| 1     | 3    | Hernán Masanés         | Cile             |       |      |
| 2     | 1    | Stéphan Martens        | Belgio           | 12"9  | Q    |
| 2     | 2    | Kurt Nemetz            | Austria          |       |      |
| 2     | 3    | Netai Bysack           | India            |       |      |
| 3     | 1    | François Le Normand    | Francia          | 12"6  | Q    |
| 3     | 2    | Kenneth Farnum         | Giamaica         |       |      |
| 3     | 3    | Otar Dadunashvili      | Unione Sovietica |       |      |
| 4     | 1    | Antonio Giménez        | Argentina        | 12"8  | Q    |
| 4     | 2    | Helge Törn             | Finlandia        |       |      |
| 4     | 3    | Kihei Tomioka          | Giappone         |       |      |
| 5     | 1    | Enzo Sacchi            | Italia           | 12"4  | Q    |
| 5     | 2    | Zdeněk Košta           | Cecoslovacchia   |       |      |
| 5     | 3    | Muhammad Naqi Mallick  | Pakistan         |       |      |
| 6     | 1    | Cyril Peacock          | Gran Bretagna    | 11"7  | Q    |
| 6     | 2    | Ove Krogh Rants        | Danimarca        |       |      |
| 6     | 3    | Ion Ioniţă             | Romania          |       |      |
| 6     | 4    | Gustavo Martínez       | Guatemala        |       |      |
| 7     | 1    | Béla Szekeres          | Ungheria         | 11"9  | Q    |
| 7     | 2    | John Millman           | Canada           |       |      |
| 7     | 3    | Fritz Siegenthaler     | Svizzera         |       |      |
| 7     | 4    | Colin Dickinson        | Nuova Zelanda    |       |      |
| 8     | 1    | Johannes Hijzelendoorn | Paesi Bassi      | 12"1  | Q    |
| 8     | 2    | Raymond Robinson       | Sudafrica        |       |      |
| 8     | 3    | Stephen Hromjak        | Stati Uniti      |       |      |
| 8     | 4    | Luis Toro              | Venezuela        |       |      |

### Recuperi 1º Turno
| Serie | Pos. | Atleta                | Nazione          | Tempo | Note |
| ----- | ---- | --------------------- | ---------------- | ----- | ---- |
| 1     | 1    | Werner Potzernheim    | Germania         | 11"7  | Q    |
| 1     | 2    | Otar Dadunashvili     | Unione Sovietica |       |      |
| 1     | 3    | Luis Toro             | Venezuela        |       |      |
| 1     | 4    | Stephen Hromjak       | Stati Uniti      |       |      |
| 1     | 5    | Helge Törn            | Finlandia        |       |      |
| 2     | 1    | Ove Krogh Rants       | Danimarca        | 12"3  | Q    |
| 2     | 2    | Fritz Siegenthaler    | Svizzera         |       |      |
| 2     | 3    | Zdeněk Košta          | Cecoslovacchia   |       |      |
| 2     | 4    | Kihei Tomioka         | Giappone         |       |      |
| 3     | 1    | John Millman          | Canada           | 11"7  | Q    |
| 3     | 2    | Kurt Nemetz           | Austria          |       |      |
| 3     | 3    | Muhammad Naqi Mallick | Pakistan         |       |      |
| 3     | NP   | Netai Bysack          | India            |       |      |
| 3     | NP   | Gustavo Martínez      | Guatemala        |       |      |
| 4     | 1    | Raymond Robinson      | Sudafrica        | 12"3  | Q    |
| 4     | 2    | Hernán Masanés        | Cile             |       |      |
| 4     | 3    | Colin Dickinson       | Nuova Zelanda    |       |      |
| 4     | 4    | Kenneth Farnum        | Giamaica         |       |      |
| 4     | 5    | Ion Ioniţă            | Romania          |       |      |

### Quarti di finale
| Serie | Pos. | Atleta                 | Nazione       | Tempo | Note |
| ----- | ---- | ---------------------- | ------------- | ----- | ---- |
| 1     | 1    | Lionel Cox             | Australia     | 12"5  | Q    |
| 1     | 2    | Raymond Robinson       | Sudafrica     |       |      |
| 1     | 3    | Stéphan Martens        | Belgio        |       |      |
| 2     | 1    | Cyril Peacock          | Gran Bretagna | 11"7  | Q    |
| 2     | 2    | François Le Normand    | Francia       |       |      |
| 2     | 3    | John Millman           | Canada        |       |      |
| 3     | 1    | Enzo Sacchi            | Italia        | 12"0  | Q    |
| 3     | 2    | Ove Krogh Rants        | Danimarca     |       |      |
| 3     | 3    | Béla Szekeres          | Ungheria      |       |      |
| 4     | 1    | Werner Potzernheim     | Germania      | 11"6  | Q    |
| 4     | 2    | Antonio Giménez        | Argentina     |       |      |
| 4     | 3    | Johannes Hijzelendoorn | Paesi Bassi   |       |      |

### Recuperi quarti di finale
| Serie  | Pos. | Atleta                 | Nazione     | Tempo  | Note |
| ------ | ---- | ---------------------- | ----------- | ------ | ---- |
| 1      | 1    | Raymond Robinson       | Sudafrica   | 11"8   | Q    |
| 1      | 2    | John Millman           | Canada      |        |      |
| 1      | 3    | Johannes Hijzelendoorn | Paesi Bassi |        |      |
| 1      | 4    | Ove Krogh Rants        | Danimarca   |        |      |
| 2      | 1    | Antonio Giménez        | Argentina   | 12"3   |      |
| 2      | 2    | Béla Szekeres          | Ungheria    |        |      |
| 2      | -    | Stéphan Martens        | Belgio      | Caduto |      |
| 2      | -    | François Le Normand    | Francia     | Caduto |      |
| 2 Rip. | 1    | Béla Szekeres          | Ungheria    | 11"8   | Q    |
| 2 Rip. | 2    | Antonio Giménez        | Argentina   |        |      |
| 2 Rip. | 3    | Stéphan Martens        | Belgio      |        |      |
| 2 Rip. | NP   | François Le Normand    | Francia     |        |      |

### Semifinale
| Serie | Pos. | Atleta             | Nazione       | Tempo | Note |
| ----- | ---- | ------------------ | ------------- | ----- | ---- |
| 1     | 1    | Enzo Sacchi        | Italia        | 12"1  | Q    |
| 1     | 2    | Raymond Robinson   | Sudafrica     |       |      |
| 1     | 3    | Werner Potzernheim | Germania      |       |      |
| 2     | 1    | Lionel Cox         | Australia     | 11"6  | Q    |
| 2     | 2    | Cyril Peacock      | Gran Bretagna |       |      |
| 2     | 3    | Béla Szekeres      | Ungheria      |       |      |

### Recupero semifinale
| Pos. | Atleta             | Nazione       | Tempo | Note |
| ---- | ------------------ | ------------- | ----- | ---- |
| 1    | Werner Potzernheim | Germania      | 11"6  | Q    |
| 2    | Cyril Peacock      | Gran Bretagna |       |      |
| 3    | Raymond Robinson   | Sudafrica     |       |      |
| 4    | Béla Szekeres      | Ungheria      |       |      |

### Finale
| Pos.    | Atleta             | Nazione   | Tempo | Note |
| ------- | ------------------ | --------- | ----- | ---- |
| Oro     | Enzo Sacchi        | Italia    | 12"0  |      |
| Argento | Lionel Cox         | Australia |       |      |
| Bronzo  | Werner Potzernheim | Germania  |       |      |